# Symfonie nr. 2 (Vine)
Carl Vine voltooide zijn Symfonie nr. 2 in 1988.
Het werk is geschreven op verzoek van de Australian Broadcast Corporation (ABC) en de Australian Bicentennial Authority. Vine kwam met een eendelig werk (net als zijn eerste symfonie), die bol staat van de contrasten. Vanuit de klassieke tijd gold binnen een symfonie dat meestal twee muzikale thema’s elkaar bestrijden en dan weer samenvoegen. Vine gebruikte een andere smelting. De vijf secties zijn opgebouwd op hevig percussieve, relatief korte tonen, vrij luide muziek en stevige ritmiek tegenover passages die rustig klinken, relatief lange tonen, zachtere passages en melodieus. Vine stopte in het werk ook zijn toenmalige muzikale handtekening, een lange doorzettende lijn in de 12/8-maatsoort, die meestal wiegend klinkt. Het symfonie-element (terugkeer van melodie) zit hier in sectie vier, waarin de althobo een fragment citeert uit de eerste sectie.
De eerste uitvoering vond plaats in Melbourne door het Melbourne Symphony Orchestra onder leiding van Hiroyuki Iwaki (toenmalige chef-dirigent) op 23 april 1988. In 1989 werkte de componist nog even aan deze symfonie, echter zijn Symfonie nr. 3 volgde al vlot in 1990.
In 1988 verschenen twee andere symfonieën van Australische componisten: Wang-Hua Chu voltooide zijn eerste symfonie, Don Kay zijn "Tasmaanse symfonie."

## Orkestratie
- 1 piccolo, 2 dwarsfluiten, 2 hobo’s, 1 althobo 2 klarinetten, 1 basklarinet, 2 fagotten, 1 contrafagot
- 4 hoorns, 3 trompetten, 2 trombones, 1 bastrombone, 1 tuba
- 4 man/vrouw percussie, 1 harpen, 1 celesta
- violen, altviolen, celli, contrabassen

## Discografie
- Uitgave ABC: Sydney Symphony Orchestra o.l.v. Stuart Challender, een opname uit 1990